# Día Nacional de la Aviación Civil en Argentina
El Día Nacional de la Aviación Civil es una festividad, realizada el 5 de noviembre, que conmemora a todos aquellos que hacen de la aviación su forma de vida en Argentina.
Se recuerda el natalicio de Aarón Félix Martín de Anchorena Castellanos el 5 de noviembre de 1877 en Buenos Aires, como homenaje a esta figura de la aviación argentina.